# Terpè

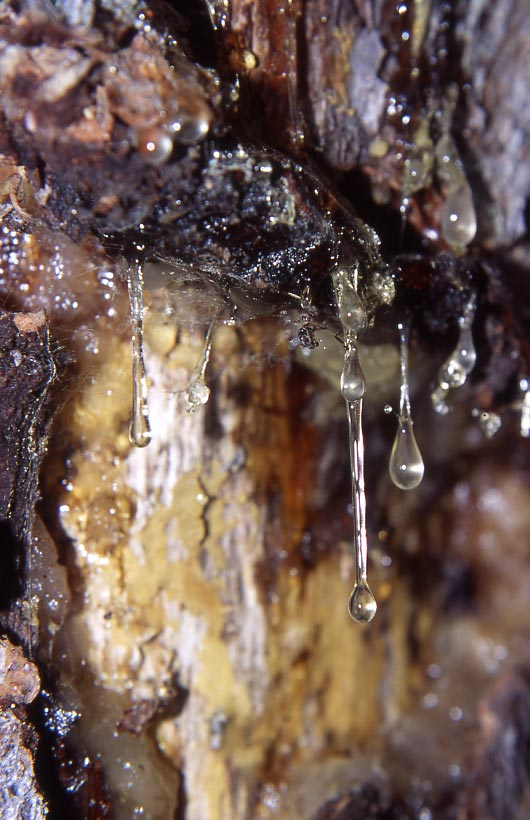
Molts terpens són extrets de la resina de les coníferes, heus ací un pi.

Els terpens són polímers de l'isoprè (2-metil-1,3-butadiè), compostos orgànics de fórmula general (C₅H₈)n. Són lípids que es troben en moltes substàncies d'origen natural, com en el cas del mentol o l'eucaliptol en els olis essencials, i són els principals components de la resina i de l'aiguarràs (el nom terpè és derivat de la paraula turpentine, "aiguarràs" en anglés). Els terpens, juntament amb els seus derivats, formen la família dels terpenoides, encara que molts autors utilitzen el terme terpè indistintament per a ambdós grups.
Químicament, formen una amplíssima i molt diversa família de substàncies naturals. Són produïts principalment per una gran varietat de plantes, particularment les coníferes, encara que alguns insectes també emeten terpens, i hi ha terpens que poden obtindre's de forma sintètica.
Quan els terpens són modificats químicament, ja siga per oxidació o per reorganització de l'esquelet carbonat, els compostos resultants són referits generalment com terpenoides, alguns autors usen el terme terpè per a referir-se a tots els terpenoides.

## Regles

### Regla empírica de l'isoprè
Els esquelets estructurals dels terpens es poden construir a base de n unitats d'isoprè. La descomposició tèrmica de terpens s'obtenen principalment unitats d'isoprè. Va ésser formulada per Wallach en l'any 1897. Va ser completa per Ingold l'any 1925, ja que va afirmar que aquestes unitats d'isoprè havien d'estar unides cap-cua. Aquests regla tenia una sèrie d'excepcions com la unió cap-cap en els derivats d'escualè i del fitoè o en alguns terpens irregulars com les piretrines.

### Regla biògenetica de l'isoprè
Tots els terpens són compostos que el seu esquelet carbonat es pot derivar d'antecessors alifàtics del tipus geraniol, farnesol, geranilgeraniol i escualè que incorporen 2, 3, 4 i 6 unitats d'isoprè respectivament. Aquesta regla no té en compte si el terpè té insaturacions o funcions oxigenades. Quan hi ha anells presents s'ha de considerar que s'han format en punts addicionals d'unió en diverses unitats d'isoprè. Va ésser formulada per Ružička durant la dècada dels 30. Aquesta regla tenia un inconvenient, ja que no es va considerar el fitoè.

## Estructura i biosíntesi

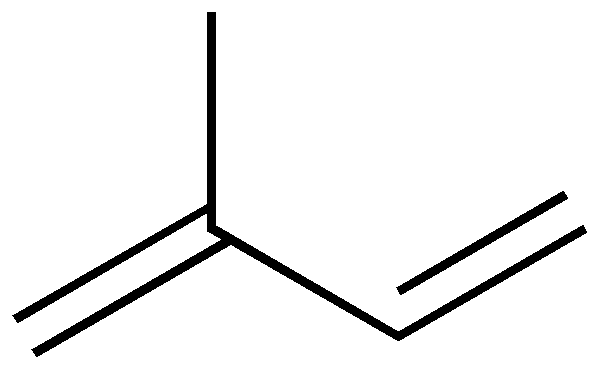
Isopré

Els terpens deriven biosintèticament d'unitats d'isoprè (2-metil-1,3-butadiè, C₅H₈), sent els terpens i terpenoides múltiples d'aquesta fórmula (C₅H₈)n on n és el nombre d'unitats d'isopré units. A açò s'anomena la regla de l'isopré o la regla C5. Les unitats d'isopré han d'anar unides "del cap a la cua" per a crear cadenes lineals o per a poder crear cicles.
L'isopré en si no actua en el procés d'acoblament, només actuen les seues formes actives, pirofosfat d'isopentenil (IPP o difosfat d'isopentenil) i pirofosfat de dimetilal·lil (DMAPP o difosfat de dimetilal·lil), les quals formen part de la ruta biosintètica. L'IPP és format a partir de l'acoblament de l'acetil-CoA amb HMG-CoA formant àcid mevalònic com a intermediari a la ruta reductasa del HMG-CoA. En alguns grups bacterians i als plastos de les plantes, l'IPP es forma a partir d'una ruta, no molt desenvolupada, a partir de pentoses, anomenada ruta del MEP(2-metil-D-eritritol-4-fosfat). En ambdues rutes, l'IPP s'isomeritza a DMAPP mitjançant l'enzim isopentenil-pirofosfat isomerasa.
|  |  |

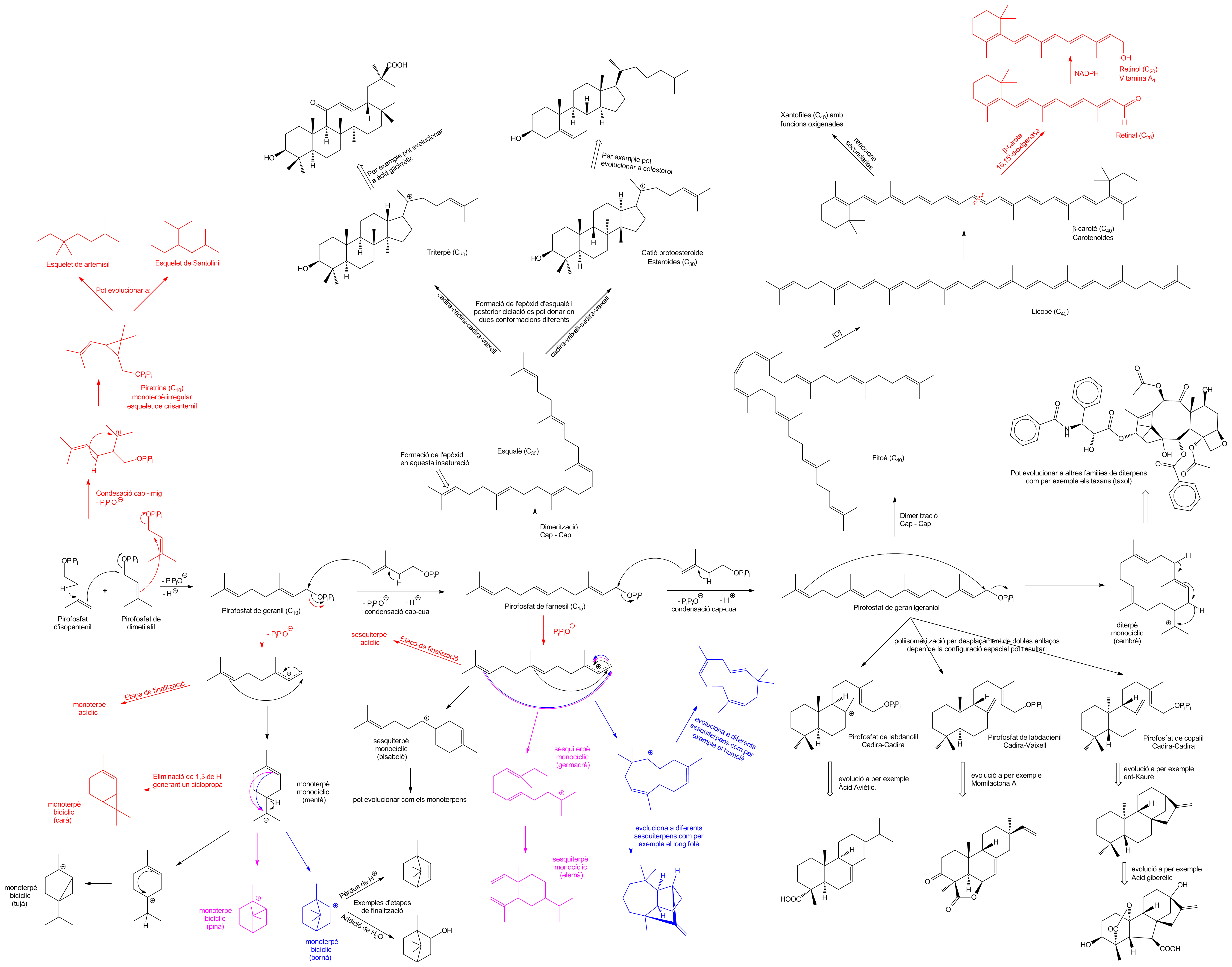
Aquest és un esquema de les rutes de biosíntesi de les principals famílies de terpens.

Quan ja s'han format les cadenes d'unitats d'isopré, els terpens resultants es classifiquen segons el nombre de carbonis: hemiterpens, monoterpens, sesquiterpens, diterpens, sesterterpens, triterpens, i tetraterpens.

## Tipus
- Hemiterpens: consisteixen d'una senzilla unitat d'isopré. L'isoprè en si és considerat l'únic hemiterpè, però derivats que contenen oxigen com ara el preprenol, l'àcid isovalèric i la cadena fitòlica de les clorofil·les són hemiterpenoides. Aquests derivats són metabolits secundaris d'origen biogenètic mixt que contenen n unitats d'isoprè.
- Monoterpens: consisteixen en 2 unitats d'isoprè i tenen la fórmula molecular C10H16. L'alcohol monoterpènic és també conegut com a geraniol, el prefix Geranil indica dues unitats d'isoprè.
- Sesquiterpens: consisteixen en tres unitats isoprè i tenen la fórmula molecular C15H24. Deriven del farnesil pirofosfat. L'alcohol sesquiterpènic és també conegut com a farnesol, el prefix farnesil indica tres unitats d'isopré.
- Diterpens: Estan compostos per 4 unitats d'isoprè tenint la fórmula molecular C20H32.Deriven del geranilgeranil pirofosfat. Exemples de diterpens són el cembré i el taxadié. Els diterpens formen base d'importants compostos biològics com ara el retinol, retinal, i el fitol.
- Sesterterpens: Tenen 25 carbonis i 5 unitats d'isoprè són rars amb relació a altres grandàries.
- Triterpens: consisteixen en 6 unitats i tenen la fórmula molecular C30H48. El triterpè lineal esqualè és el major constituent de l'oli de fetge de tauró, és derivat de la unió reductiva de dues molècules de farnesil pirofosfat. L'esqualè és processat biosintèticament per a generar lanosterol, el precursor estructural per a tots els esteroides.
- Sesquarterpens: Formats per 7 unitats d'isoprè, tenen la fórmula molecular C35H56. Molts sesquaterpens tenen origen microbial. Alguns exemples d'aquest compostos serien el ferrugicadiol o el tetraprenilcurcumè.
- Tetraterpens contenen vuit unitats d'isoprè i tenen la fórmula molecular C40H56. Biològicament importants són els tetraterpens que inclouen a l'acíclic licopé, el monocíclic gamma-caroté i al bicíclic alfa- i beta-carotè
- Politerpens: Consisteixen en llargues cadenes de moltes unitats d'isopré. L'hule natural està constituït de poli-isopré en el qual el doble enllaç és cis. Algunes plantes produeixen un tipus de poli-isopré amb doble enllaç trans, conegut com a gutaperxa.

## Usos
Terpens i terpenoides són els principals constituents dels olis essencials presents en moltes famílies de plantes, que són usats per l'home com a additius en el menjar, per a fer les fragàncies en perfumeria, en aromateràpia i en medicina tradicional i alternativa.
També es coneixen terpens i terpenoides sintètics que han sigut utilitzats per l'home per a expandir la varietat d'aromes usades en perfumeria i saboritzants usats en els aliments.

## Remarques
1. ↑  Terpé en pronúncia occidental i terpè en pronúncia oriental. Per a més informació, consulteu: el Llibre d'estil
2. ↑  Isopré en pronúncia occidental i isoprè en pronúncia oriental. Per a més informació, consulteu: el Llibre d'estil